# Grad Podkrnos
Grad Podkrnos (nemško Burg Gurnitz) je bil srednjeveški grad, ki je stal na hribu na vzpetini nad župnijsko cerkvijo Podkrnos v občini Žrelec na avstrijskem Koroškem).  Skromne reševine gradu izhajajo iz 11. stoletja. Grad je sestavljal romanski kompleks, sestavljen iz velike pravokotne stanovanjske stavbe s stolpom na zahodni strani in obzidanega grajskega dvorišča. 

## Zgodovina
Grad in kraj sta omenjena v dokumentu iz leta 860, ko je območje kralj Ludwig podaril salzburškemu nadškofu Aldawinu. Sprva je bilo le kraljevsko posestvo, grad pa je bil postavljen šele v 11. stoletju. Od takrat so lastniki nosili ime »Krnoški«. Bernard Krnoški je bil prvič dokumentiran leta 1156.
Naslednji lastnik je bil Henrik Krnoški, ki se je leta 1235 preimenoval v Henrika Greifenfelškega (glej grad Greifenfels). Njegov sin Ditmar Greifenfelški se je lastnini odpovedal leta 1315, zato je grad pripadel Konradu Auffensteinskemu. Ko je družina Aufensteini leta 1368 izumrla zaradi zadušene vstaje, je grad pripadel koroškemu deželnemu knezu, ki je posest dajal v zastavo. Gospodarji gradu Podkrnos so se nenehno spreminjali in je bil v rednih časovnih presledkih zastavljen, na primer leta 1437 Konradu iz Asbacha, 1461 Frideriku Kastelwarkhu, 1481 Wolfgangu Andreasu Grabenskemu, 1484 Niklasu Wildensteinu, 1494 Georgu Presingerju, 1497 Hartmanu iz Kraiga, 1565 Christofu Adlerju, dokler ni leta 1584 končno prešel v roke Erazma iz Gere. Grad Podkrnos je v rokah te družine ostal do leta 1714. Takrat je bil zelo dotrajan in bi ga lahko označili kot razvalino.
Novi lastnik te ruševine gradu je bil grof Johann Peter von Goess. Od takrat je njegova družina ostala v posesti gradu. Njihov dejanski družinski sedež je bil in je grad Žrelec.